# Angerville (Essonne)
Angerville is een gemeente in het Franse departement Essonne (regio Île-de-France) en telt 3265 inwoners (1999). De plaats maakt deel uit van het arrondissement Étampes.

## Geografie
De oppervlakte van Angerville bedraagt 25,7 km², de bevolkingsdichtheid is 127,0 inwoners per km².
De onderstaande kaart toont de ligging van Angerville (Essonne) met de belangrijkste infrastructuur en aangrenzende gemeenten.

## Demografie
Onderstaande figuur toont het verloop van het inwonertal (bron: INSEE-tellingen).